# Wyomissing
Wyomissing és un borough situat al comtat de Berks a l'estat de Pennsilvània, establert el 2 de juliol de 1906. Segons el cens de l'any 2010 tenia 10.461 habitants i una densitat de població era de 867.2 persones per km². Wyomissing és el borough més poblat del comtat de Berks.

## Geografia

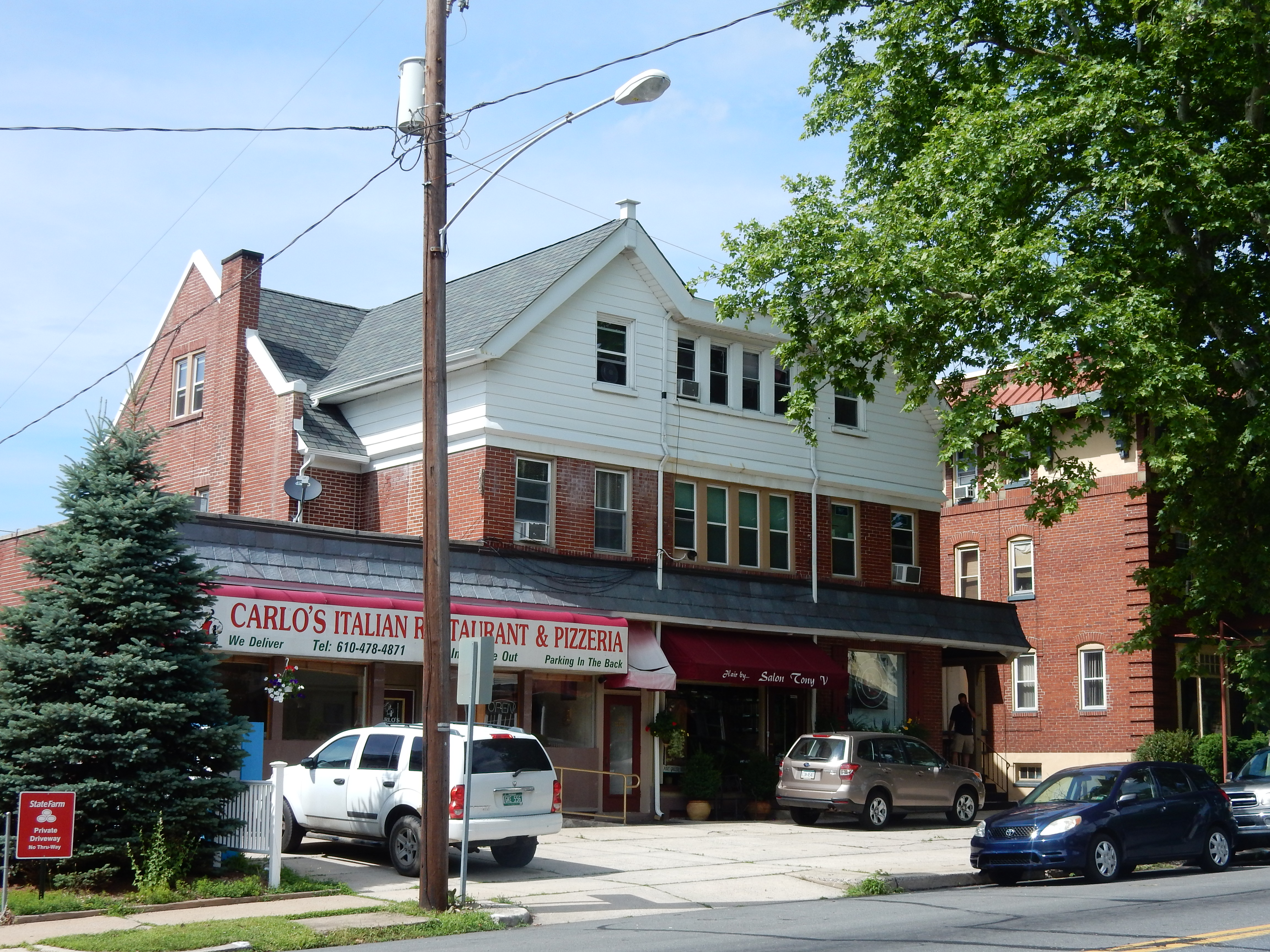
Avinguda Penn

Wyomissing està situat en les coordenades 40 ° 19'58 "N 75 ° 57'53" O. Està envoltada per la ciutat de Reading al nord-est i sud-est, per West Reading a l'est, pel borough de Shillington i el Municipi de Cumru al sud, pel Municipi de Spring a l'oest i nord-oest, i per Municipi de Bern al nord. De sud a nord, al costat oest de Wyomissing està envoltat per les comunitats no incorporades de Montrose Manor, Lincoln Park, West Wyomissing, West Lawn, Whitfield i Colony Park.
D'acord amb l'Oficina del Cens dels Estats Units, aquest borough té una àrea total de 4.50 milles quadrades (11.65 km²), dels quals 4.48 milles quadrades (11.60km) són terra i 0.019 milles quadrades (0.05 km²), o 0.47 %, és agua.